# コロンボ港
コロンボ港（英語: Port of Colombo）は、スリランカのコロンボにある港湾。スリランカで最大でかつ最も取扱い量の多い港湾であり、南アジアでも有数の主力港である。

## 概要
コロンボ港はスリランカ南西海岸沿いのケラニ川の河口部分に位置する港湾都市コロンボに存在する。スリランカはインド洋のシーレーン上に位置することから、南アジアにおける重要なターミナル港となっている。1980年代にかけてクレーンやガントリーといった設備が導入され、急速に近代化が進められた結果、2011年現在では426万TEUのコンテナ取扱量と15 m以上の深さを持つ世界有数の港湾となっており、コンテナ港の世界ランキングでは世界22位に位置付けられている。世界で最大規模の人工港の一つでもあり、スリランカの対外貿易のほとんどを取り扱っている。2015年現在、年間コンテナ取扱量は520万TEU、貨物取扱量は7,300万トンである。コロンボ港にはまたスリランカ海軍の基地であるSLNS Rangallaも存在している。

## 歴史
1913年にコロンボ港務委員会（Colombo Port Mission）が設立された。1954年にはエリザベス女王埠頭が完成し、1979年には現在まで同港の管理を行っているスリランカ港務局が設立された。その後1980年にエリザベス女王ターミナル、85年にジャヤ・コンテナ・ターミナル（JCT）、98年にユニティ・コンテナ・ターミナル（UCT）、99年に南アジア・ゲートウェイ・ターミナル（SAGT）が完成した。
2008年にはコロンボ港拡大プロジェクトが開始し、2013年にコロンボ国際コンテナターミナル（CICT）が完成した。2019年にはインド、日本、スリランカの3カ国で東コンテナ・ターミナル（ECT）の開発・運営を行う合弁会社の設立合意がなされた。その後労働者のデモによって一時開発が停止していたが、2021年1月13日にラージャパクサ大統領から東ターミナル事業の再開が発表された。
2021年2月、三カ国によるコンテナターミナルの開発は、スリランカ単独による事業に変更。同年11月には、開発事業は中国企業に発注された。

## 施設
2019年現在、コロンボ港にはジャヤ・コンテナ・ターミナル (JCT)、南アジア・ゲートウェイ・ターミナル (SAGT)、ユニティ・コンテナ・ターミナル (UCT) 、コロンボ国際コンテナターミナル (CICT) の4つのコンテナターミナルが存在しており、さらに東コンテナターミナル (ECT) の建設計画が存在する。その他の施設としては下記のようなものが存在する。
- 04 Feeder Berths
- 07 Container Berths
- 14 Quay Cranes
- 12 Super-Post Panamax Crane
- 01 Twin_lift Super-Post Panamax Crane[9][10]
- 04 Wall-mounted Gantries
- 78 Rubber-tyred Gantries[10]
- 285 Terminal tractors and trailers[10]

加えて、バンダラナイケ埠頭 (BQ)、Prince Vijaya埠頭 (PVQ) には、4機のクレーンと6,245 m2の保税倉庫が存在している。
荷役機械としてガントリークレーンが44基、トランスファークレーンが142台存在する。